# 후미

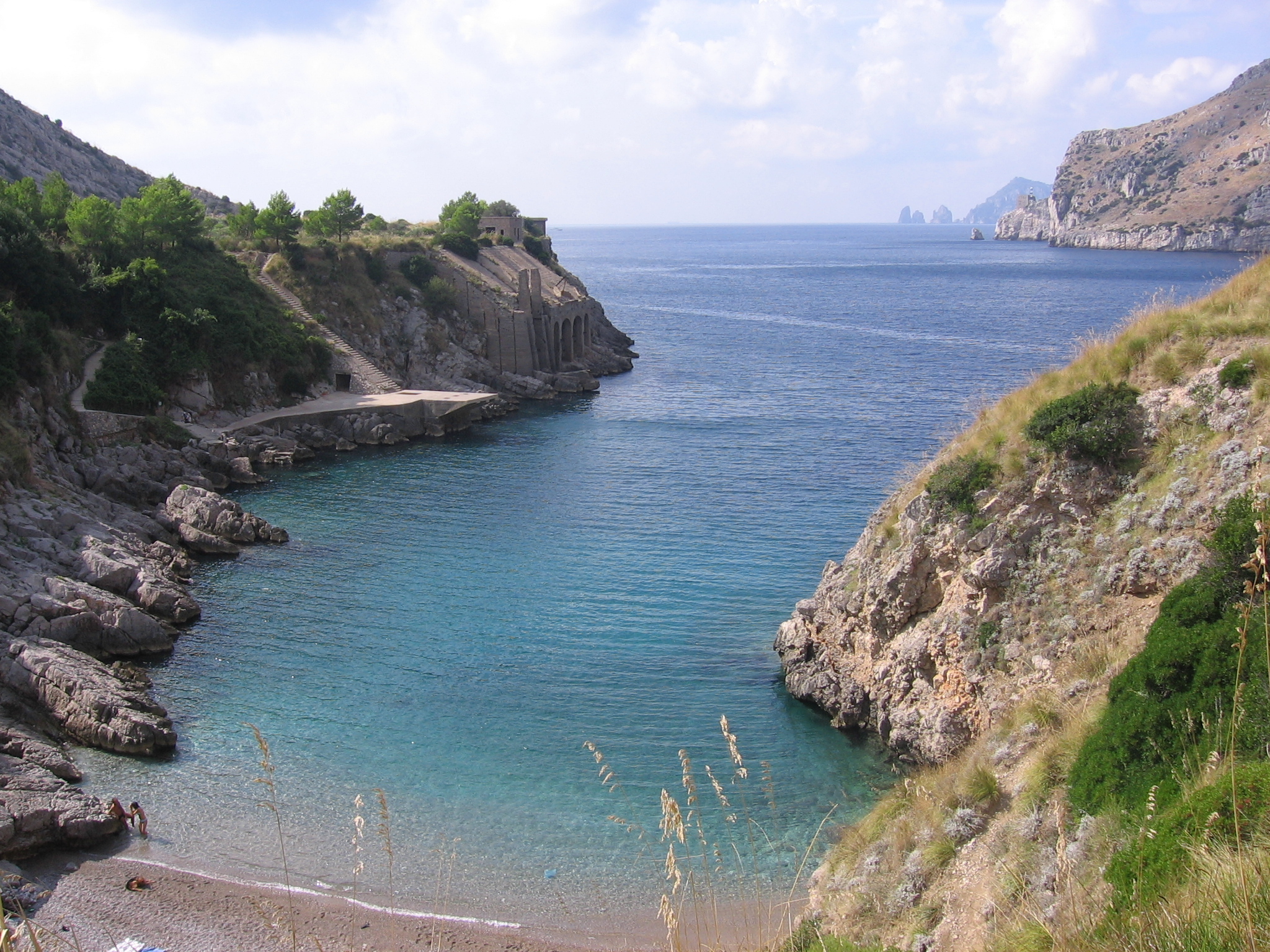

후미(영어: inlet)는 바다가 육지로 파고든 것이다. 작고 좁은 만이나, 강어귀를 지칭한다. 후미는 호수, 하구, 만 또는 가장자리와 같은 폐쇄된 더 큰 수역으로 이어지는 작은 만, 해협, 피요르드, 석호 또는 습지, 바다와 같은 해안선의 (보통 길고 좁은) 움푹 들어간 곳이다.

## 같이 보기
- 리아스식 해안